# 马连
马连，是西班牙阿拉贡自治区萨拉戈萨省的一个市镇。 总面积38平方公里，总人口3109人（2001年），人口密度82人/平方公里。